# نادي الساحل (سوريا)
نادي الساحل الرياضي، هو نادٍ متعدد الرياضات مقره مدينة طرطوس في سوريا، يشتهر في الغالب بفريقه لكرة القدم الذي ينافس في دوري الدرجة الأولى السوري وفريق كرة السلة النسائي الذي ينافس في الدوري السوري. في عام 2018 صعد إلى الدوري السوري الممتاز لأول مرة في تاريخه.

## لاعبو فريق كرة القدم الأول للموسم 2019/2018
| الرقم | الجنسية | المركز | اللاعب          |
| ----- | ------- | ------ | --------------- |
|       | سوريا   | حارس   | سعيد زهر الدين  |
|       | سوريا   | حارس   | ياسر حسون       |
|       | سوريا   | مدافع  | عبد الحليم طبوش |
|       | سوريا   | مدافع  | عبد الرجمن زين  |
|       | سوريا   | مدافع  | أحمد درويش      |
|       | سوريا   | مدافع  | علي عدي         |
|       | سوريا   | مدافع  | ايمن أبو غليون  |
|       | سوريا   | مدافع  | غيث عويجة       |
|       | سوريا   | وسط    | علي حسن         |

| الرقم | الجنسية | المركز | اللاعب          |
| ----- | ------- | ------ | --------------- |
|       | سوريا   | وسط    | علي هاشم        |
|       | سوريا   | وسط    | باسم الشيخ يوسف |
|       | سوريا   | وسط    | بلال الزعبي     |
|       | سوريا   | وسط    | مجد خشمان       |
|       | سوريا   | وسط    | منهل مهنا       |
|       | سوريا   | وسط    | حسن خضور        |
|       | سوريا   | مهاجم  | شادي حاج بك     |
|       | سوريا   | مهاجم  | رواد ديب        |
|       | سوريا   | مهاجم  | علاء أرناؤوط    |